# 561 TCN
561 TCN là một năm trong lịch La Mã.